# Magdalena Kiyota
 Magdalena Kiyota (ur. ? w Nagasaki; zm. 17 sierpnia 1627 r., tamże) – błogosławiona Kościoła katolickiego, japońska tercjarka dominikańska, męczennica.

## Życiorys
Pochodziła ze znamienitej rodziny pana feudalnego (daimyō) Bungo. Jej ojcem był Franciszek Otomo. Po śmierci męża została przyjęta przez Dominika Castellet Vinale do tercjarzy dominikańskich. W tym czasie w Japonii trwały prześladowania chrześcijan. Jej dom był schronieniem dla misjonarzy, za co została spalona żywcem w Nagasaki 17 sierpnia 1627 r.
Została beatyfikowana w grupie 205 męczenników japońskich przez Piusa IX w dniu 7 lipca 1867 r. (dokument datowany jest 7 maja 1867 r.).
Dniem jej wspomnienia jest 10 września (w grupie 205 męczenników japońskich).